# Matthias Zurbriggen
Pour les articles homonymes, voir Zurbriggen.

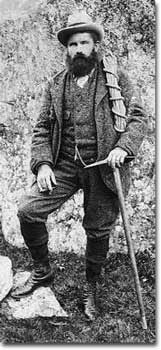
Matthias Zurbriggen

Matthias Zurbriggen, né le 15 mai 1856 à Saas-Fee et mort le 21 juin 1917 à Genève, est un alpiniste suisse, spécialiste des expéditions extra-européennes.

## Biographie
D'abord garçon d'écurie, puis employé dans une minoterie, Zurbriggen décide de devenir guide. Il effectue alors une série d'ascensions au mont Rose et au Cervin, en particulier avec Émile Rey. Sa première expédition lointaine se déroule au Karakoram en 1892, en compagnie de William Martin Conway et Oscar Eckenstein. Deux ans plus tard il part explorer la Nouvelle-Zélande  et en 1897 les Andes avec pour objectif l'Aconcagua, qu'il atteint le premier en solitaire. En 1899, il est engagé par les époux Bullock Workman pour explorer le glacier du Baltoro ; l'année suivante il prend part à une expédition dans les monts Tian et en 1902 il accompagne une dernière fois les époux Bullock-Workman dans l'Himalaya. À partir de 1902, Zurbriggen tombe dans l'oubli. Désœuvré et alcoolique, il finit par se suicider en 1917.

## Ascensions

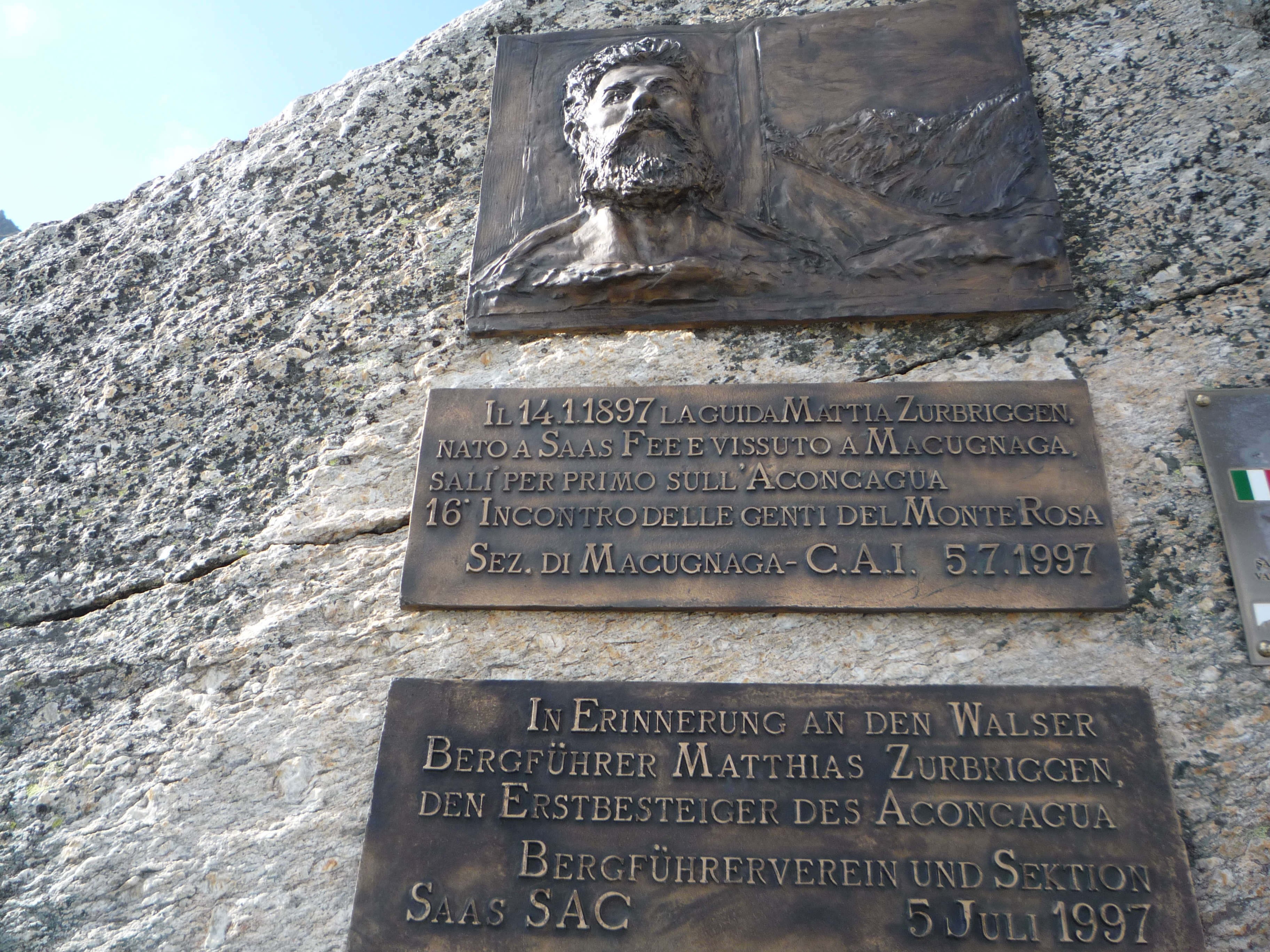
Plaques commémoratives au col du Monte Moro, pour son ascension de l'Aconcagua

- 1892 - Première ascension du Pionneer Peak (6 398 mètres)
- 1895 - Deuxième ascension du mont Cook, par une autre voie en solitaire à la fin
- 1896 - Traversée du col Vincent, au mont Rose, par la face sud (4 088 m), avec Giuseppe Gugliermina, Battista Gugliermina et Nicola Lanti
- 1897 - Première ascension de l'Aconcagua, le 14 février 1897
- 1897 - Tupungato, le 12 avril 1897
- 1899 - Koser Gunge (6 400 m)

## Ouvrages
- (en) Matthias Zurbriggen Matthias, From the Alps to the Andes. Being the Autobiography of a Mountain Guide, Londres 1899